# Edgar Milne-Redhead
Edgar Wolston Bertram Handsley Milne-Redhead  ( 24 de mayo de 1906 - 29 de junio de 1996 ) fue un naturalista y botánico inglés. Su abuelo paterno Richard había sido un viajante recolector botánico y miembro de la Sociedad linneana de Londres, estableciendo un jardín botánico en Holden Clough, Clitheroe.
Estudia en el Caius College de Cambridge desde 1925 afectado ya a las Ciencias naturales, con un particular interés en la Botánica tras cruzarse con Humphrey Gilbert-Carter.
Ingresa a Kew Gardens, sin sueldo en 1928. Y ya en 1929 es Subasistente. En 1930 es designado para una expedición botánica a África, durante 5 meses.
En 1933 se casa con Olive Airy Shaw, que resultaría una excelente ilustradora botánica.
En 1936 accede a la Sección África Tropical, hasta su retiro en 1959. Estando en el Tirol austríaco, adquiere conocimientos sobre la flora de montaña europea. Con la Segunda Guerra Mundial se enlista y pasa a África. Vuelve en 1942 y es operador de radar nocturno. Al término de la guerra asciende en Kew a científico principal.
Fue cofundador de la "Association pour l'Étude Taxonomique de la Flore d'Afrique Tropicale"
- La abreviatura «Milne-Redh.» se emplea para indicar a Edgar Milne-Redhead como autoridad en la descripción y clasificación científica de los vegetales.[1]